# Hipertermia złośliwa
Hipertermia złośliwa (hipertermia przy znieczuleniu) – zagrażający życiu stan organizmu, wywoływany u niektórych pacjentów przez leki służące do znieczulenia ogólnego i niektóre inne leki. Charakteryzuje się niezwykle szybkim wzrostem temperatury organizmu i znacznym nasileniem metabolizmu tlenowego mięśni. Prowadzi to do nagromadzenia w organizmie dwutlenku węgla i wzrostu temperatury ciała powyżej 40 °C. Dochodzi równocześnie do nadciśnienia tętniczego, zwiększenia napięcia mięśni i częstoskurczu. Około połowa przypadków kończy się zgonem. U dzieci po zastosowaniu suksametonium może być poprzedzona występowaniem sztywności mięśni żwaczy. Występuje od 1:10 000 do 1:50 000 pacjentów poddanych znieczuleniu, a atak pojawia się przy 1:10 000 do 1:250 000 znieczuleń.
Wystąpienie hipertermii złośliwej po zetknięciu z lekami jest uwarunkowane genetycznie. Predyspozycją do takiej reakcji jest mutacja receptora rianodynowego, dziedziczona jako cecha autosomalna dominująca, gen warunkujący pojawienie się lub nie tej choroby znajduje się na chromosomie 19. Czynnikiem zwiększającym ryzyko wystąpienia hipertermii jest również stres.

## Leczenie
Leczenie polega na zaprzestaniu podawania substancji wyzwalających, zabezpieczeniu dróg oddechowych, wyrównaniu kwasicy, ochłodzeniu pacjenta za pomocą okładów z lodu, bądź podawaniem oziębionych płynów dożylnie oraz podaniu dantrolenu. Pacjent po ustabilizowaniu wymaga co najmniej 24-godzinnego nadzoru.